# Liste des bases militaires aux États-Unis

Carte des principales installations militaires aux États-Unis en 2008.

Cet article contient une liste non exhaustive des bases militaires des forces armées des États-Unis implantées sur leur territoire métropolitain, ainsi qu'en Alaska et à Hawaii.

## Par État

Les cinquante états des États-Unis.

### Alabama
- Redstone Arsenal

### Alaska
- Eielson Air Force Base
- Elmendorf Air Force Base

### Arizona
- Davis-Monthan Air Force Base

### Arkansas
- Blytheville Air Force Base (en)
- Little Rock Air Force Base (en)

### Californie
- Air Force Plant 42
- Base navale de San Diego
- Beale Air Force Base
- Bicycle Lake Army Air Field
- Camp Pendleton
- Dryden Flight Research Center
- Edwards Air Force Base
- Fort Irwin
- Fort Ord
- George Air Force Base
- Hamilton Air Force Base
- March Air Reserve Base
- Marine Corps Air Station Miramar
- Naval Air Station North Island
- Naval Air Weapons Station China Lake
- Naval Amphibious Base Coronado
- Presidio de Monterey
- Vandenberg Air Force Base

### Caroline du Nord
- Fort Bragg
- Camp Lejeune

### Caroline du Sud
- Donaldson Air Force Base
- Shaw Air Force Base

### Colorado
- Camp Hale
- Cheyenne Mountain
- Fort Carson
- Peterson Air Force Base

### Connecticut
- Base navale de New London

### Dakota du Nord
- Minot Air Force Base

### Dakota du Sud
- Ellsworth Air Force Base

### Delaware
- Dover Air Force Base

### Floride
- Avon Park Air Force Range
- Base de lancement de Cap Canaveral
- Eglin Air Force Base
- Homestead Air Reserve Base
- Hurlburt Field
- MacDill Air Force Base
- Naval Air Station Key West
- Patrick Air Force Base
- Naval Air Station Pensacola
- Tyndall Air Force Base

### Géorgie
- Army Airborne School
- Base navale de Kings Bay
- Fort McPherson (en)
- Fort Benning
- Lawson Air Force Base
- Moody Air Force Base

### Hawaï
- Hickam Air Force Base
- Pearl Harbor
- Fort Shafter

### Idaho
- Mountain Home Air Force Base

### Illinois
- Lawson Air Force Base
- Moody Air Force Base

### Indiana
Grissom Air Reserve Base

### Iowa
- Camp Dodge

### Kansas
- Fort Riley

### Kentucky
- Fort Knox

### Louisiane
- Barksdale Air Force Base
- England Air Force Base
- Fort Polk

### Maryland
- Aberdeen Proving Ground
- Andrews Air Force Base
- Fort Detrick
- Fort George G. Meade
- Fort Holabird
- Naval Air Station Patuxent River

### Massachusetts
- Otis Air National Guard Base
- Westover Air Force Base

### Mississippi
- Naval Air Station Meridian

### Missouri
- Fort Leonard Wood (Missouri)
- Whiteman Air Force Base

### Montana
- Malmstrom Air Force Base
- Glasgow Air Force Base (fermée 1976)

### Nebraska
- Offutt Air Force Base

### Nevada
- NAS Fallon
- Nellis Air Force Base
- Nellis Air Force Range
- Zone 51

### Nouveau-Mexique
- Cannon Air Force Base
- Holloman Air Force Base

### Ohio
- Wright-Patterson Air Force Base

### Oklahoma
- Fort Sill
- Tinker Air Force Base

### Tennessee
- Arnold Air Force Base

### Texas
- Beaumont Reserve Fleet
- Bergstrom Air Force Base
- Fort Bliss
- Fort Hood
- Fort Sam Houston
- Kelly Field Annex

### Utah
- Dugway Proving Ground
- Hill Air Force Base
- Utah Test and Training Range

### Virginie
- Base navale de Norfolk
- Cheatham Annex
- Fort A.P. Hill
- Fort Belvoir
- Fort Eustis
- Fort Monroe
- Langley Air Force Base
- Naval Amphibious Base Little Creek
- Fort Belvoir
- Marine Corps Base Quantico

### Washington DC
- Washington Navy Yard

### Washington
- Base navale de Kitsap
- Fairchild Air Force Base
- Larson Air Force Base
- McChord Air Force Base
- Station des garde-côtes du cap Disappointment

### Wyoming
- Francis E. Warren Air Force Base

## Par corps d'armée

### US Army
- Fort Belvoir
- Fort Benning
- Fort Bliss
- Fort Bragg
- Fort Eustis
- Fort Holabird
- Fort Hood
- Fort Irwin
- Fort Knox
- Fort McPherson (en)
- Fort Monroe
- Fort Ord
- Fort Sam Houston
- Fort Shafter
- Fort Sill
- Presidio de Monterey

### US Navy
- Base navale de Kings Bay
- Base navale de Kitsap
- Base navale de New London
- Base navale de Norfolk
- Base navale de San Diego
- Beaumont Reserve Fleet
- Cheatham Annex
- NAS Fallon
- Naval Air Station Key West
- Naval Air Station Pensacola
- Naval Air Station North Island
- Naval Air Weapons Station China Lake
- Naval Amphibious Base Coronado
- Naval Amphibious Base Little Creek
- Pearl Harbor

### US Air Force
- Air Force Plant 42
- Andrews Air Force Base
- Arnold Air Force Base
- Avon Park Air Force Range
- Barksdale Air Force Base
- Base de lancement de Cap Canaveral
- Beale Air Force Base
- Bergstrom Air Force Base
- Bicycle Lake Army Air Field
- Cannon Air Force Base
- Cheyenne Mountain
- Davis-Monthan Air Force Base
- Donaldson Air Force Base
- Dryden Flight Research Center
- Edwards Air Force Base
- Eglin Air Force Base
- Eielson Air Force Base
- Ellsworth Air Force Base
- Elmendorf Air Force Base
- England Air Force Base
- Fairchild Air Force Base
- Fort Holabird
- Francis E. Warren Air Force Base
- George Air Force Base
- Glasgow Air Force Base (fermée 1976)
- Hamilton Air Force Base
- Hickam Air Force Base
- Hill Air Force Base
- Holloman Air Force Base
- Homestead Air Reserve Base
- Hurlburt Field
- Langley Air Force Base
- Larson Air Force Base
- Lawson Air Force Base
- MacDill Air Force Base
- Malmstrom Air Force Base
- Minot Air Force Base
- Moody Air Force Base
- Mountain Home Air Force Base
- Nellis Air Force Base
- Offutt Air Force Base
- Otis Air National Guard Base
- Patrick Air Force Base
- Peterson Air Force Base
- Shaw Air Force Base
- Tinker Air Force Base
- Tyndall Air Force Base
- Vandenberg Air Force Base
- Westover Air Force Base
- Whiteman Air Force Base
- Wright-Patterson Air Force Base

### US Marine Corps
- Camp Pendleton
- Camp Lejeune

### US Coast Guard
- Station des garde-côtes du cap Disappointment
- Base des garde-côtes de Kodiak